# Лірі (Джорджія)
Лірі (англ. Leary) — місто (англ. city) в США, в окрузі Калгун штату Джорджія. Населення — 524 особи (2020).

## Географія
Лірі розташоване за координатами 31°29′4″ пн. ш. 84°30′42″ зх. д. / 31.48444° пн. ш. 84.51167° зх. д. (31.484384, -84.511733).  За даними Бюро перепису населення США в 2010 році місто мало площу 8,33 км², з яких 8,31 км² — суходіл та 0,02 км² — водойми.

## Демографія
Згідно з переписом 2010 року, у місті мешкало 618 осіб у 271 домогосподарстві у складі 172 родин. Густота населення становила 74 особи/км².  Було 320 помешкань (38/км²).
Расовий склад населення:
| - 76,1 % — чорних або афроамериканців - 22,5 % — білих - 1,1 % — азіатів |

До двох чи більше рас належало 0,2 %. Частка іспаномовних становила 0,6 % від усіх жителів.
За віковим діапазоном населення розподілялося таким чином: 19,7 % — особи молодші 18 років, 65,6 % — особи у віці 18—64 років, 14,7 % — особи у віці 65 років та старші. Медіана віку мешканця становила 48,0 року. На 100 осіб жіночої статі у місті припадало 82,3 чоловіків;  на 100 жінок у віці від 18 років та старших — 80,4 чоловіків також старших 18 років.
Середній дохід на одне домашнє господарство  становив 43 543 долари США (медіана — 35 625), а середній дохід на одну сім'ю — 52 122 долари (медіана — 55 040). За межею бідності перебувало 10,8 % осіб, у тому числі 8,5 % дітей у віці до 18 років та 16,5 % осіб у віці 65 років та старших.
Цивільне працевлаштоване населення становило 188 осіб. Основні галузі зайнятості: виробництво — 28,7 %, освіта, охорона здоров'я та соціальна допомога — 18,1 %, оптова торгівля — 10,6 %, фінанси, страхування та нерухомість — 9,0 %.